# Oligoplites saliens
Oligoplites saliens är en fiskart som först beskrevs av Bloch, 1793.  Oligoplites saliens ingår i släktet Oligoplites och familjen taggmakrillfiskar. Inga underarter finns listade i Catalogue of Life.